# Kovanica
Kovanica je novac najčešće okruglog oblika koji se proizvodi kovanjem ili lijevanjem od raznih metala. 
Danas se uglavnom rabi za manje vrijednosti valute, dok se za veće rabe novčanice. Kovanice mogu biti i od zlata ili srebra.
Numizmatika je znanost ili hobi koja se bavi prikupljanjem i proučavanjem starih kovanica.

## Vanjske poveznice
- Hrvatska narodna banka  Arhivirana inačica izvorne stranice od 28. rujna 2007. (Wayback Machine)